# Prodasineura laidlawii
Prodasineura laidlawii är en trollsländeart som först beskrevs av Foerster in Laid och F 1907.  Prodasineura laidlawii ingår i släktet Prodasineura och familjen Protoneuridae. IUCN kategoriserar arten globalt som livskraftig. Inga underarter finns listade i Catalogue of Life.